# Cneo Domicio Calvino
Cneo Domicio Calvino (en latín: Gnaeus Domitius Calvinus; † presumiblemente después de 20 a. C.) fue un general y político romano, miembro de la familia plebeya de la gens Domicia, que se convirtió en cónsul en los años 53 y 40 a. C. Al comienzo de su carrera estuvo del lado de los optimates y, gracias a su apoyo, recibió el primer consulado, a pesar de los grandes sobornos que cometió durante la campaña electoral. En 49 a. C. desertó a favor de Julio César y, un año después, luchó por su cuenta contra los pompeyanos en Macedonia y combatió a las órdenes de César en Farsalia. Después de esta batalla, fue nombrado procónsul de Asia y como tal hizo la guerra contra el rey del Bósforo, Farnaces, pero fue derrotado en Nicópolis en diciembre de 48. Además, en el año 46, participó en la campaña africana de César.
Tras el asesinato de César, apoyó al Segundo Triunvirato, al que intentó ayudar enviando en 42 a. C. refuerzos a los Balcanes para Marco Antonio y Octavio, dos de los miembros de la alianza, pero fue derrotado por una flota de republicanos. En el año 40 recibió un segundo consulado y en 39-36 a. C. fue gobernador de Hispania y reprimió la rebelión de las tribus locales. A su regreso a Roma, Cneo Domicio celebró un triunfo. Presumiblemente se le menciona en dos inscripciones en 21 y en 20 a. C.; después desaparece de las fuentes.

## Biografía

### Orígenes
Cneo Domicio pertenecía a una familia originalmente plebeya, que había sido promocionada al orden patricio por Augusto. Los portadores del cognomen Calvinus fueron la primera rama de la gens Domicia mencionada en las fuentes por alcanzar el rango consular durante las guerras samnitas, pero luego desaparecieron de las fuentes durante unos dos siglos.
El padre y el abuelo de Cneo Domicio llevaban el praenomen Marcus. Los investigadores identifican supuestamente al padre de Cneo Domicio con Marco Domicio Calvino, quien fue pretor en el año 80 a. C. y procónsul de la Hispania Citerior en 79 a. C.

### Carrera temprana
La primera mención de Cneo Domicio en las fuentes se remonta al año 62 a. C., cuando ejercía el cargo de legado del gobernador de Asia Lucio Valerio Flaco. En 59 a. C., cuando Calvino era tribuno de la plebe, en un enfrentamiento entre dos cónsules, Julio César y el partidario de los optimates Marco Calpurnio Bíbulo, se puso del lado de este último. Según Cicerón, Cneo Domicio demostró «firmeza y extraordinaria presencia de ánimo». Sin embargo, Calvino y su colega Quinto Ancario no pudieron obstruir los esfuerzos de César. El mismo orador, en un discurso titulado Defensa de Publio Sestio dice: «Ellos… les habrían sido gratos por la mera buena voluntad que demostraban aunque no hubieran sido capaces de realizar nada».
Tras el tribunado, Cneo Domicio contó con el apoyo de los optimates, lo que le dio la pretura para 56 a. C. y presidió una comisión judicial que conoció casos de irregularidades en la elección de magistrados. En particular, en febrero de ese mismo año, presidió el juicio contra Lucio Calpurnio Bestia acusado por Marco Celio Rufo de compra de votos (ambitus), y el primero fue condenado a pesar del discurso de Cicerón, aunque otras fuentes cuentan que en realidad este último lo defendió con éxito. Al parecer, Calvino también participó a principios de abril en el juicio de Marco Celio, acusado de violencia, pero este fue absuelto.

### Primer consulado
En el año 54 a. C., Cneo Domicio presentó su candidatura a cónsul, además del plebeyo Cayo Memio y los patricios Marco Emilio Escauro y Marco Valerio Mesala Rufo. Escauro tenía muchas posibilidades de ganar debido a la popularidad de su padre en las tribus rurales, pero fue llevado a juicio por acusaciones de abusos en la provincia y, por tanto, se cerró la esperanza de ser elegido. Memio fue apoyado por Julio César; Calvino, según Cicerón, era «fuerte por sus amigos» y popular por los juegos que organizaba. Los candidatos plebeyos, quienes tenían las mismas posibilidades de ganar, se unieron contra Mesala Rufo.
Durante esta campaña electoral, la compra de votos alcanzó una escala nunca vista; como resultado, los intereses de los préstamos aumentaron de un tercio al mes a dos tercios. Memio y Calvino prometieron repartir hasta diez millones de sestercios a la centuria que debía votar primero (centuria praerogativa). Con los cónsules en funciones, Apio Claudio Pulcro y Lucio Domicio Enobarbo, firmaron un pacto escrito por el que se comprometían a pagar cuarenta millones de sestercios cada uno en caso de que, tras su elección, no consiguieran las provincias que querían. El caso de los sobornos fue objeto de días de debate en el Senado. Memio leyó el pacto al Senado a petición de Pompeyo; esto hizo caer a los cónsules en desgracia, pero los aspirantes siguieron compitiendo en el proceso electoral.
Al final, los cuatro candidatos al consulado fueron juzgados por comprar votos. El acusador de Cneo Domicio fue otro Cayo Memio, entonces tribuno de la plebe; sin embargo, ninguno de los candidatos fue condenado, y las elecciones no se celebraron hasta finales de año. Como resultado, se declaró un interregno en 53 a. C. que duró hasta mediados de verano. Sólo en sextil se eligieron finalmente los cónsules para el resto del año; fueron Marco Valerio Mesala Rufo y Cneo Domicio Calvino, quien tuvo éxito gracias al apoyo de Pompeyo. Durante este breve consulado la crisis política continuó profundizándose, debido a que los candidatos al consulado del año siguiente, Tito Annio Milón, Quinto Cecilio Metelo Escipión y Publio Plaucio Hipseo, así como Publio Clodio Pulcro, quien reclamaba la pretura, lucharon por el poder por todos los medios, incluidos los ilegales. Las cosas llegaron hasta enfrentamientos callejeros abiertos entre sus partidarios, e incluso en uno de ellos Calvino fue apedreado. Al final, él y su colega dejaron el cargo antes de que se eligieran sus sucesores.
Durante el consulado de Cneo Domicio, se discutió un proyecto de ley para que los magistrados no recibieran la provincia en administración inmediatamente después de dejar el cargo, sino sólo después de cinco años. Es de suponer que esta iniciativa se convirtió en ley ya al año siguiente.

### Del lado de César
En 49 a. C., cuando estalló la guerra civil entre Pompeyo y César, Cneo Domicio se encontraba entre los que simpatizaban con este último. A principios del año 48 ya había participado en las hostilidades en los Balcanes: César, luchando en Dirraquio, lo envió con las legiones XI y XII para interceptar a Metelo Escipión, quien traía refuerzos para Pompeyo desde Siria. Durante un tiempo los dos ejércitos maniobraron en Macedonia sin entrar en combate. Entonces Metelo Escipión volvió sus armas contra otro de los legados de César, Lucio Casio Longinio, y dejó a Marco Favonio con ocho cohortes en el río Haliacmón para que se cubriera; Calvino presionó a Favonio, obligándole a pedir refuerzos. Dion Casio informa que los pompeyanos fueron capaces de expulsar a Calvino de Macedonia.
En el verano de 49 a. C. César se retiró de Dirraquio hacia el sur, lo que puso a Cneo Domicio en una posición peligrosa, debido a que el ejército de Pompeyo amenazó con atraparlo entre él y el de Metelo Escipión y así destruirlo. Al no tener toda la información sobre lo que ocurría en el teatro de operaciones, Calvino dirigió durante algún tiempo sus legiones directamente hacia Pompeyo, quien se dirigía a Macedonia; por casualidad se enteró de la aproximación del enemigo, evitó un enfrentamiento con él y en Eginio, en Tesalia, se unió finalmente a César. A su vez, Metelo Escipión se unió a Pompeyo.
A estos acontecimientos siguió la batalla de Farsalia, en la que Cneo Domicio comandaba el centro del ejército cesariano, mientras que el centro pompeyano estaba comandado por Metelo Escipión. Fue capaz de detener el ataque de la infantería enemiga, contribuyendo así a la victoria general. Después de Farsalia, César siguió a Pompeyo a Egipto y nombró a Cneo Domicio gobernador de Asia y puso tres legiones bajo su mando. Pronto Calvino se vio obligado a enviar a dos de ellas a Alejandría para ayudar al dictador, una por mar y la otra por tierra, y se quedó con una, la XXXVI.

### Guerra póntica

Zonas históricas de Asia Menor.

Durante el gobierno en la provincia asiática de Cneo Domicio comenzó otra guerra entre Roma y el Ponto, iniciada por Farnaces II, cuyas posesiones se habían limitado durante mucho tiempo al Bósforo, y aprovechó la guerra civil para ocupar el Ponto y luego invadir Capadocia y la Armenia Inferior, que entonces pertenecían a los gálatas. Los reyes locales, Ariobarzanes III y Deyótaro, eran aliados con Pompeyo, pero ante esta situación se dirigieron a Calvino, partidario de César, en busca de ayuda; este exigió a Farnaces que cesara su agresión y comenzó a reunir tropas. A la legión XXXVI añadió otra reclutada por Publio Sestio en el Ponto, dos legiones de Deyótaro, armadas y entrenadas según el modelo romano, así como un centenar de jinetes de ambos monarcas asiáticos y refuerzos de Cilicia.
Al conocer estos preparativos, Farnaces retiró sus tropas de Capadocia, pero no renunció a Armenia Inferior. Temiendo un enfrentamiento con el ejército de Calvino, ofreció posponer la resolución de las disputas hasta la llegada de César, pero Cneo Domicio hizo caso omiso y se lanzó contra el enemigo. Pasando por Capadocia, se acercó a la ciudad de Nicópolis, en la que Farnaces le dio batalla en diciembre de 48 a. C. El ejército del rey ocupaba una posición fuerte entre dos fosos; según el plan de Cneo Domicio, la legión XXXVI, en el flanco derecho, y la legión póntica, en el izquierdo, debían cruzar los fosos y golpear al enemigo en los flancos y la retaguardia, mientras que las tropas de Deyótaro quedaban para mantener la posición central. La legión XXXVI cumplió su cometido, mientras que las tropas pónticas quedaron casi completamente destruidas en el foso. Los hombres de Deyótaro huyeron ante la embestida del enemigo, y la legión XXXVI también tuvo que retirarse. Cneo Domicio huyó con los restos de su ejército a Asia.
En el verano de 47 a. C., César apareció en Asia Menor, incorporó las dos legiones de Calvino a su ejército y derrotó a Farnaces en Zela el 2 de agosto. Cneo Domicio persiguió entonces al rey hasta Sinope, donde le obligó a rendirse. Se concluyó un tratado por el que las posesiones de Farnaces se redujeron de nuevo sólo al Bósforo; después de esto, César partió hacia Roma y dejó a Calvino durante un tiempo en Asia para restaurar el orden anterior a la guerra. En el año 46 a. C., Cneo Domicio participó en la campaña de África, y, tras la batalla de Tapso, sitió con dos legiones la ciudad de Tisdra, donde se asentó el pompeyano Cayo Considio Longo. En 45 a. C. estuvo en Roma como testigo en el juicio contra Deyótaro.

### Después de la muerte de César

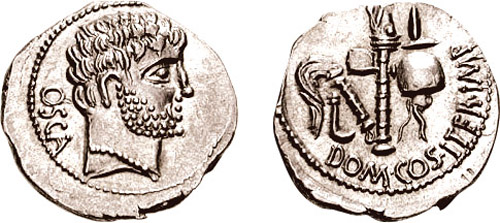
Moneda acuñada por Cneo Domicio Calvino hacia el año 39 a. C.

En los famosos idus de marzo —el 15 de marzo de 44 a. C., cuando Julio César fue asesinado por conspiradores durante una reunión del Senado—, Cneo Domicio se encontraba en Roma. Es de suponer que para entonces ya era miembro del colegio sacerdotal de pontífices, y que en el año 43, según los planes del dictador, iba a convertirse en el magister equitum, pero estos planes no estaban destinados a cumplirse. La siguiente mención a Calvino es en el año 42 a. C., cuando debía llevar refuerzos a Marco Antonio y Octavio, quienes luchaban contra los republicanos en los Balcanes. Cneo Domicio zarpó de Brundisium, pero fue atacado en el camino por las flotas de Lucio Estacio Murco y Cneo Domicio Enobarbo y sufrió una completa derrota. La mayoría de sus barcos fueron hundidos junto con sus soldados; también se pensó que Calvino había muerto, pero al quinto día de la batalla regresó a Brundisium.
En 40 a. C. los miembros del Segundo Triunvirato nombraron a Calvino cónsul junto con Cayo Asinio Polión; sin embargo, antes de finalizar el año, los colegas cedieron su puesto a Lucio Cornelio Balbo y Publio Canidio. Después de eso, Cneo Domicio se convirtió en gobernador de Hispania, donde permaneció hasta el año 36 a. C. Allí, los ceretanos se rebelaron y uno de los subordinados de Calvino fue derrotado en la batalla por la cobardía de sus soldados; el gobernador fue duro, ordenando que todos los cobardes, incluido el centurión primus pilus, fueran azotados. Según Dion Casio, como resultado Cneo Domicio se ganó una reputación «similar a la de Marco Craso» y derrotó fácilmente al enemigo, presumiblemente cerca de la ciudad de Osca, cuyo nombre aparece en las monedas que acuñó.
Calvino fue proclamado imperator y a su regreso a Roma, el 17 de julio de 36 a. C., celebró un triunfo. Gastó la mayor parte del oro aportado por las ciudades hispanas para el triunfo en la reconstrucción de la Regia, que había ardido poco antes. Para decorar el edificio, pidió prestadas muchas estatuas a Octavio. «Y cuando se las pidió después, no se las devolvió, excusándose con una ocurrencia. Fingiendo que no tenía suficientes ayudantes, dijo: "Envía algunos hombres y llévatelas". Y así César, ya que rehuía el sacrilegio, permitió que se quedaran como ofrendas votivas».
No hay información fiable sobre la vida posterior de Cneo Domicio. Los investigadores creen que, como uno de los pontífices más influyentes, debía apoyar los intentos de Octavio de restaurar la antigua religión romana. Un Gn. Dom[itius], mencionado en un fragmento superviviente de una de las actas de los hermanos arvales del año 21 a. C., es presumiblemente Calvino. En una de las inscripciones del año 20 a. C. se menciona a un tal [I]mp(erator) mag(ister) frat(rum) Arval(ium), y aquí, según los historiadores, es también Cneo Domicio. Después de esto ya no se le menciona en las fuentes.